# نيكولو كاكياتوري
نيكولو كاكياتوري (26 يناير 1770 - 28 يناير 1841) كان عالم فلك إيطالي.